# Malacoscylus fulveolus
Malacoscylus fulveolus är en skalbaggsart som beskrevs av Bates 1881. Malacoscylus fulveolus ingår i släktet Malacoscylus och familjen långhorningar. Inga underarter finns listade i Catalogue of Life.